# خشونت دینی

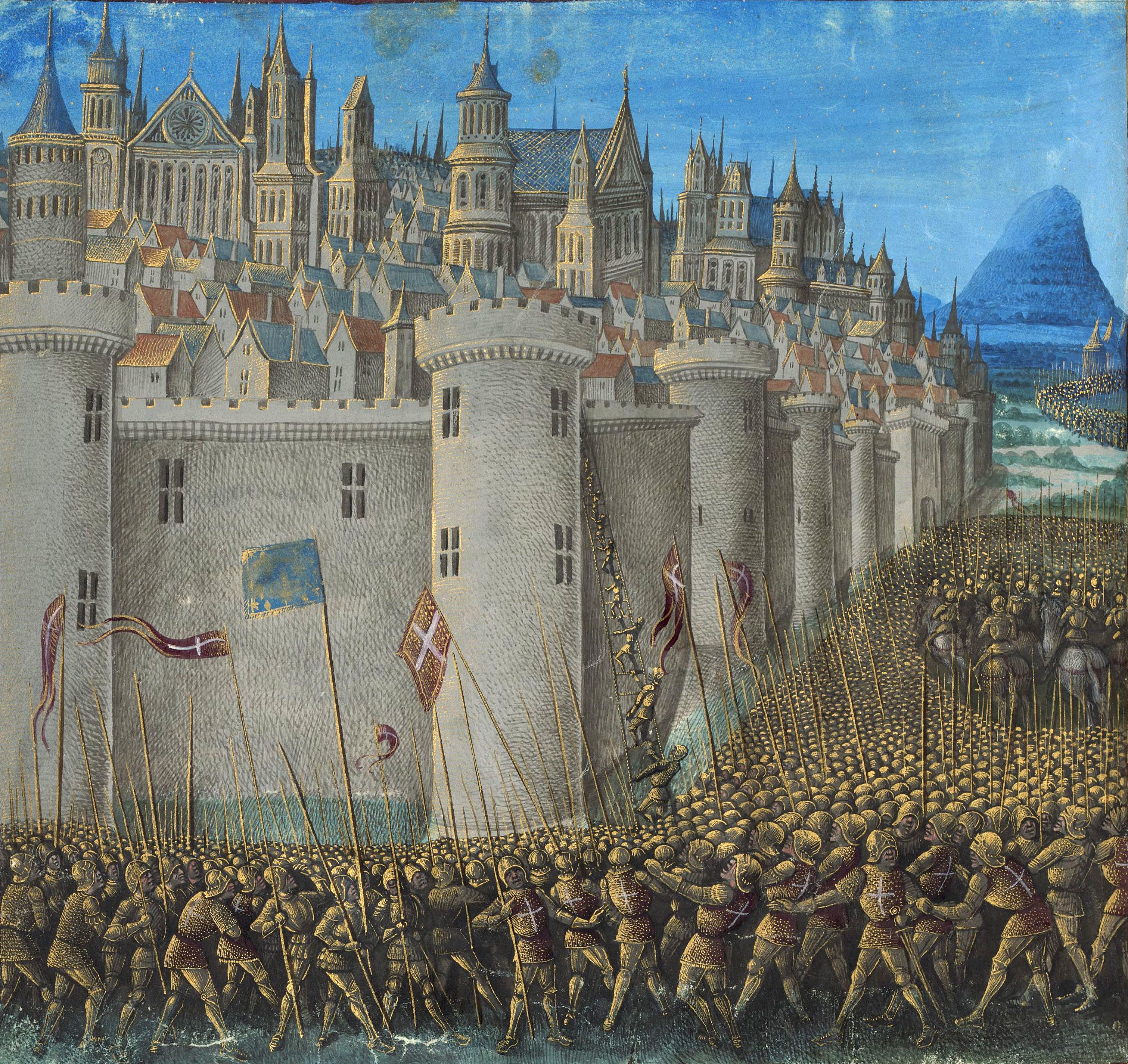
جنگ‌های صلیبی گروهی از لشکرکشی‌های نظامی بودند که میان مسیحیان اروپا و مسلمانان صورت گرفت. در تصویر نمایی از جنگ صلیبی اول دیده می‌شود.

خشونت مذهبی (به انگلیسی: Religious violence) اصطلاحی است که پدیده‌هایی را پوشش می‌دهد که در آنها دین، موضوع یا هدف رفتار خشونت‌آمیز است. خشونت دینی، به‌طور خاص خشونتی است که در واکنش یا توسط احکام، متون یا آموزه‌های دینی صورت می‌گیرد. این امر شامل خشونت علیه نهادهای دینی، افراد یا اشیا می‌شود، یا هر جایی که خشونت به شکلی با انگیزه دینی هدف یا مجری خشونت صورت بگیرد. خشونت دینی به‌طور انحصاری به خشونت اعمال شده از سوی گروه‌های دینی گفته نمی‌شود و می‌تواند خشونت گروه‌های سکولار علیه گروه‌های مذهبی را هم شامل شود.